# Мертвоїд зморшкуватий
Мертвоїд зморшкуватий (Thanatophilus rugosus) — вид жуків родини мертвоїдів (Silphidae).

## Поширення
Палеарктичний вид. Досить поширений в Європі, на схід до Кавказу, а також в Малій Азії та на Близькому Сході. Трапляється від низин до межі лісу на трупах або посліді.

## Опис

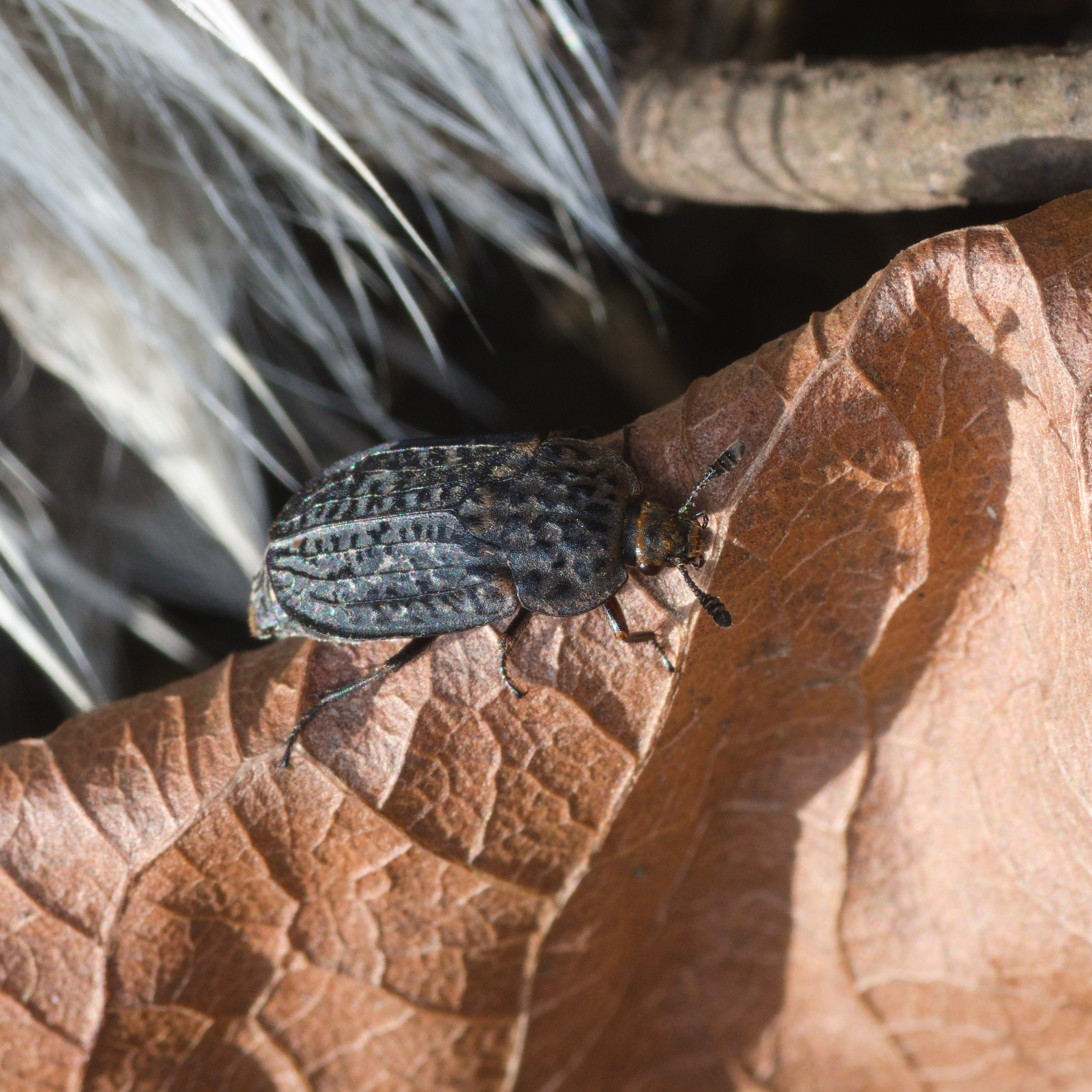
Жук у природному середовищі

Жуки досягають довжини тіла від 10 до 14 міліметрів і мають плоске тіло. Вони повністю чорного кольору. На голові густе, довге, жовте волосся. Антени мають матову чорну булаву, яка складається з трьох члеників. Надкрила мають по три поздовжніх ребра, а на останніх двох третинах між першим і другим ребрами є чітка поперечна борозенка. Проміжки між поздовжніми борозенками правильно структуровані дрібними крапками, а також мають плоскі, блискучі поперечні підвищення та великі зморшки, що відрізняє їх від Thanatophilus sinuatus, чиї простори мають лише дрібні точки. Перші чотири тарзальних сегменти передніх кінцівок у самців розширені.